# Jorge Andrés Ramírez Frostte
Jorge Andrés Ramírez Frostte (Fray Bentos, Departamento de Río Negro, Uruguay, 25 de mayo de 1986) es un exfutbolista uruguayo que jugaba como delantero centro. Su último club fue Atenas de San Carlos.

## Trayectoria
Debutó en Club Atlético Progreso en el 2008, sin embargo terminó descendiendo de categoría. En central Español jugó al lado de Matías Vecino. Luego llegó a Oriente Petrolero donde jugó la segunda parte del semestre del 2010, quedando campeón del Torneo Clausura, logró anotar 10 goles. En el 2013 llegó a Deportivo Pasto donde tuvo temporadas muy buenas, jugó la Copa Sudamericana 2013, llegando hasta octavos de final logrando eliminar a FBC Melgar y Colo Colo, sin embargo perdió con Ponte Preta el cual sería finalista. Jugó al lado de su compatriota Lucero Álvarez, Bosco Frontan y Rodrigo Odriozola. Luego de pasar por Patriotas Boyacá estuvo en Ecuador para jugar por Club Deportivo River Ecuador, donde tuvo un paso sin pena ni gloria.
En 2018 llegó a Deportivo Binacional de Perú donde solo jugó 3 partidos. Sin embargo, recaló en Alianza Atlético donde fue figura en la Segunda División del Perú, anotando goles importantes para clasificar a la fase final, marcando 10 goles en 13 partidos, siendo eliminados en cuartos de final por Cienciano del Cusco.Renovó contrato en 2019, quedando a un punto del Campeón Cienciano del Cusco hasta el momento lleva 13 partidos titular, marcando 7 goles; Actualmente Alianza Atlético esta disputando la Liguilla de la Liga 2 que dejará un nuevo ascenso.

## Clubes
| Club                 | País        | Año             |
| -------------------- | ----------- | --------------- |
| Progreso             | Uruguay     | 2007 - 2008     |
| Atenas               | Uruguay     | 2009            |
| Central Español      | Uruguay     | 2010            |
| Oriente Petrolero    | Bolivia     | 2010            |
| Real España          | Honduras    | 2011            |
| Rentistas            | Uruguay     | 2011            |
| Rocha F. C.          | Uruguay     | 2012            |
| Isidro Metapán       | El Salvador | 2012            |
| Deportivo Pasto      | Colombia    | 2013 - 2015     |
| Patriotas Boyacá     | Colombia    | 2015 - 2016     |
| River Ecuador        | Ecuador     | 2016 - 2017     |
| Deportivo Binacional | Perú        | 2018            |
| Alianza Atlético     | Perú        | 2018 - 2020     |
| Sud America          | Uruguay     | 2020 - presente |

## Palmarés

### Distinciones individuales
| Distinción                                                                  | Año  |
| --------------------------------------------------------------------------- | ---- |
| Preseleccionado como delantero en el mejor once de la Liga 2 según la SAFAP | 2019 |